# Тур Египта
Тур Египта (англ. Tour d'Egypte) — ежегодная шоссейная многодневная мужская велогонка, проходящая на территории Египта.

## История
Впервые состоялась в 1951 году. После прихода к власти в 1954 году Гамаля Абдель Насера велогонка становится одним из символов освоения египетским народом национального пространства. Велогонка приобретает определённую международную аудиторию, благодаря участию в ней велогонщиков из СССР и Восточной Европы. Это участие являлось частью дипломатических, экономических и культурных обменов, установленных между египетским правительством и блоком «социалистических стран». Регулярно проводилась с 1954 по 1962 год. После этого гонка проводится с существенными временными перерывами (не проводилась с 1963 по 1974, в 1977—1978, с 1980 по 1985, с 1987 по 1995, с 2010 по 2014 и в 2020 году).
Входит в календарь UCI Africa Tour, имеет категорию 2.2

## Победители
| Год                      | Победитель            | Второй                | Третий              |
| ------------------------ | --------------------- | --------------------- | ------------------- |
| 1951                     | Мечислав Вильчевский  |                       |                     |
| 1952-1953 не проводилась |                       |                       |                     |
| 1954                     | Рене Ван Менен        | Эмиель Ван Каутер     | Тед Джеррард        |
| 1955                     | Ганс Андресен         | Боян Коцев            | Шелзи Шингалли      |
| 1956                     | Ненчо Христов         | Боян Коцев            | Марьян Венцковский  |
| 1957                     | Вернер Малиц          | Хорст Тюллер          | Стоян Георгиев      |
| 1958                     | Анатолий Олизаренко   | Алексей Петров        | Боян Коцев          |
| 1959                     | Герхард Лоффлер       | Алексей Петров        | Николай Ещенко      |
| 1960                     | Курт Мюллер           | Манфред Брюнинг       | Вольфганг Браун     |
| 1961                     | Анджей Пихачек        | Александр Кулибин     | Клаус Келлерманн    |
| 1962                     | Лотар Апплер          | Йоже Шебеник          | Готфрид Франк       |
| 1963-1974 не проводилась |                       |                       |                     |
| 1975                     | Урс Дитчи             | Бруно Келлер          | С. Аль Атави        |
| 1976                     | Урс Дитчи             | Эрол Кючюкбакырджи    | Юсуф Эджевит        |
| 1977-1978 не проводилась |                       |                       |                     |
| 1979                     | Рышард Шурковский     |                       |                     |
| 1980-1985 не проводилась |                       |                       |                     |
| 1986                     | Гинтаутас Умарас      | Васили Шпундов        | Марат Ганеев        |
| 1987-1995 не проводилась |                       |                       |                     |
| 1996                     | Юрий Синоуков         | Валерий Макарян       | Оливье Мартинес     |
| 1997                     | Сергей Синоуков       | Александр Аракелян    | Леонид Тимченко     |
| 1998                     | Вадим Кравченко       | Милослав Кейвал       | Сергей Лавриненко   |
| 1999                     | Амр Эль Нади          | Мохамед Абдель Фаттах | Ахмед Мохамед Халед |
| 2000                     | Ремигюс Лупейкис      | Микош Рнякович        | Пётр Вадецкий       |
| 2001                     | Амр Эль Нади          | Мохамед Абдель Фаттах | Вадим Кравченко     |
| 2002                     | Радован Хусар         | Ахмед Рашад           | Вадим Кравченко     |
| 2003                     | Тиаан Каннемейер      | Марош Ковач           | Ян Шипеки           |
| 2004                     | Марош Ковач           | Сергей Третьяков      | Павел Невдах        |
| 2005                     | Сергей Третьяков      | Сергей Лавриненко     | Бахтияр Мамыров     |
| 2006                     | Илья Чернышов         | Шон Давел             | Валерий Дмитриев    |
| 2007                     | Вейлон Вулкок         | Ян Шипеки             | Даниэль Спенс       |
| 2008                     | Джей Роберт Томсон    | Айман Бен Хассине     | Павел Невдах        |
| 2009                     | Кристоф Спрингер      | Амр Ахмед             | Мастафа Гюлер       |
| 2010-2014 не проводилась |                       |                       |                     |
| 2015                     | Франсиско Мансебо     | Сауфиане Хадди        | Андреа Палини       |
| 2016                     | Мунир Махчун          | Адне ван Энгелен      | Паскаль Андевиль    |
| 2016-2018 не проводилась |                       |                       |                     |
| 2019                     | Полихронис Тцортзакис | Юсиф Мирза            | Игор Силва          |

## Рекорд побед

### Индивидуально
| Число побед | Победитель   | Страна    | Годы       |
| ----------- | ------------ | --------- | ---------- |
| 2           | Урс Дитчи    | Швейцария | 1975, 1976 |
| 2           | Амр Эль Нади | Египет    | 1999, 2001 |

### По странам
| Побед | Страна                                                              |
| ----- | ------------------------------------------------------------------- |
| 5     | ГДР (4) и Германия (1)                                              |
| 3     | Польша, Казахстан, ЮАР                                              |
| 2     | СССР, Швейцария, Украина,                                           |
| 1     | Бельгия, Дания, Болгария, Литва, Словакия, Испания, Марокко, Греция |